# Electromecànica
En enginyeria, l'electromecànica és la combinació de les ciències de l'electromagnetisme de l'enginyeria elèctrica i la ciència de la mecànica. La  mecatrònica  és la disciplina de l'enginyeria que combina la mecànica, l'electrònica i la tecnologia de la informació, entre altres coses, com programació a nivells elevats.

## Explicació
Els dispositius electromecànics són els que combinen parts elèctriques i mecàniques per a conformar el seu mecanisme. Exemples d'aquests dispositius són els motor és elèctrics i els dispositius mecànics moguts per aquests, així com les ja obsoletes calculadores mecàniques i màquines de sumar, els relés, les vàlvules a solenoide, i les diverses classes d'interruptor és i claus de selecció elèctriques.

## Història
A l'inici, els "repetidors" van sorgir amb la telegrafia i eren dispositius electromecànics utilitzats per regenerar senyals telegràfics. El commutador telefònic  de barres creuades  és un dispositiu electromecànic per a trucades de commutació telefònica. Inicialment van ser àmpliament instal·lats en els anys 1950 als Estats Units i Anglaterra, i després es van expandir ràpidament a la resta del món. Reemplaçar als dissenys anteriors, com el commutador Strowger, en grans instal·lacions. Nikola Tesla, un dels més grans enginyers de la història, va ser el precursor del camp de l'electromecànica.
Paul Nipkow va proposar i patentar el primer sistema electromecànic de televisió en 1885. Les màquines d'escriure elèctriques es van desenvolupar fins als anys 80 com "màquines d'escriure assistides per energia". Aquestes màquines contenien un únic component elèctric, el motor. Mentre que antigament la pulsació d'una tecla movia directament una palanca de metall amb el tipus desitjat, amb aquestes màquines elèctriques les tecles s'enganxaven diversos engranatges mecànics que dirigien l'energia mecànica des del motor a les palanques d'escriptura. Això mateix passava amb la posteriorment desenvolupada IBM Selectric. En els anys 40 es va desenvolupar en els Laboratoris Bell l'ordinador Bell Model V. Es tractava d'un gran aparell electromecànic basats en relés amb temps de cicle de l'ordre de segons. El 1968 la companyia nord-americana Garrett Systems va ser convidada a produir un ordinador digital per competir amb els sistemes electromecànics que s'estaven desenvolupant llavors per l'ordinador principal de control de vol del nou avió de combat F-14 Tomcat de la Marina americana.

## Situació actual
No obstant això, molts aparells comuns que antigament hagueren emprat dispositius electromecànics per al seu control fan servir avui en dia, d'una forma més barata i efectiva, un circuit integrat estàndard (amb uns pocs milions de transistors) per al qual s'escriu un programa informàtic que porta a terme la mateixa tasca de control a través de la lògica. Els transistors han reemplaçat pràcticament a tots els dispositius electromecànics, s'utilitzen en la majoria de sistemes de control realimentats i apareixen en grans quantitats en tots els aparells electrònics, des dels semàfors fins a les rentadores.